# Międzynarodowy Salon Samochodowy w Genewie

Logo wystawy

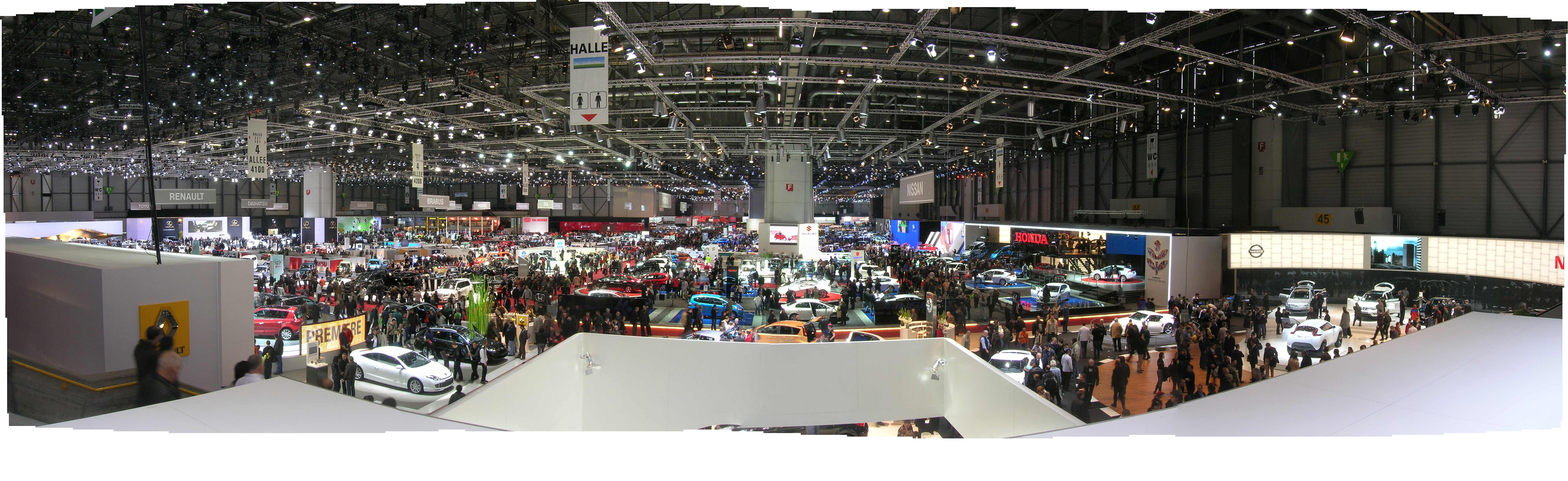
Geneva Motor Show 2009

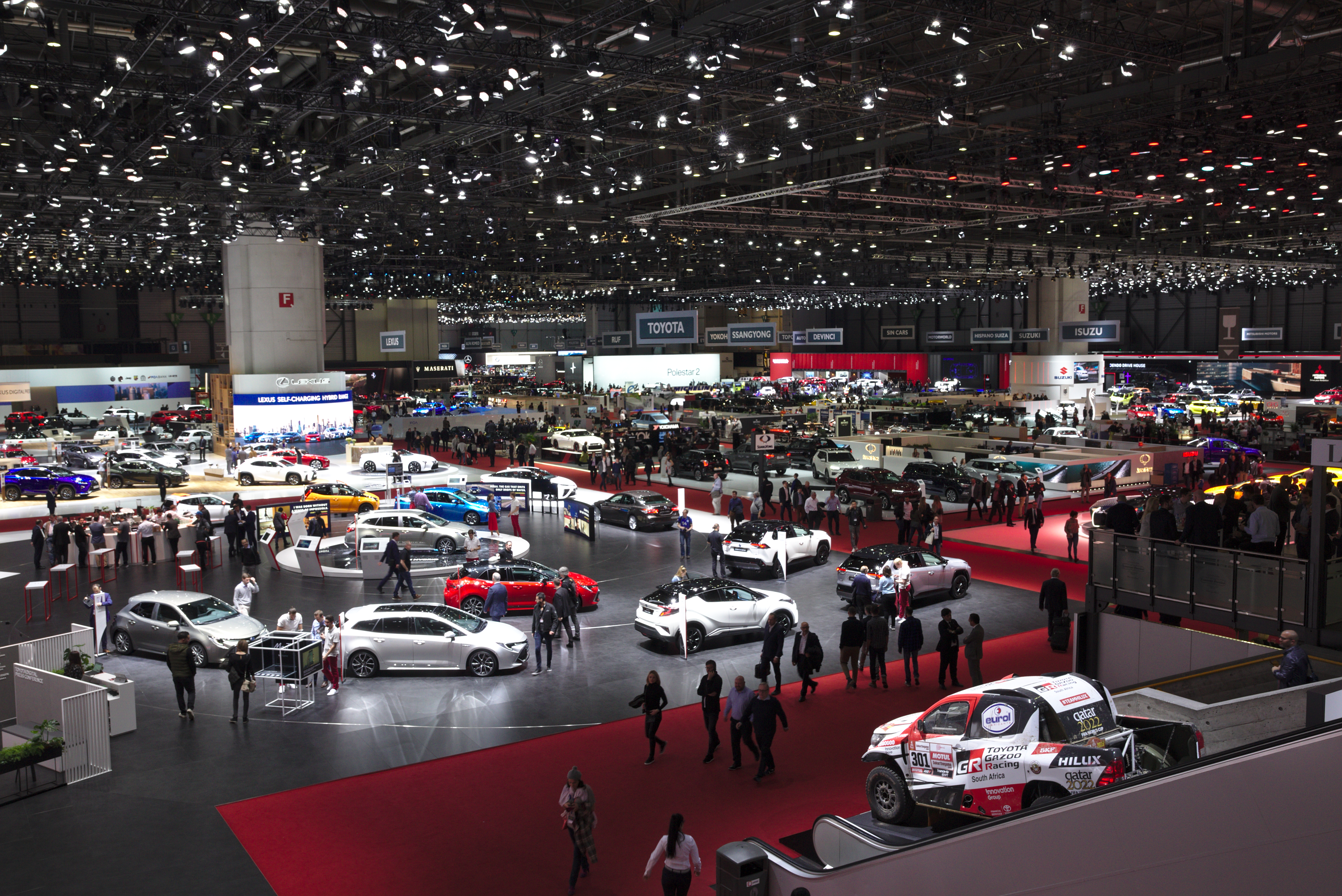
Geneva Motor Show 2019

Międzynarodowy Salon Samochodowy w Genewie (znany też jako Salon International de l’Auto lub Geneva Motor Show) – wystawa motoryzacyjna, która organizowana była przez Organisation Internationale des Constructeurs d'Automobiles, odbywając się w marcu w Genewie w latach 1905–2019 oraz ponownie w 2024 roku.
Po raz pierwszy pokazy odbyły się w roku 1905. Największą uwagę zawsze przyciągały pojazdy nietypowe o oryginalnych rozwiązaniach technicznych. Prototypy, nowe wyposażenie i prezentowanie przełomowych rozwiązań technicznych, jak również polityczna i społeczna debata na stałe zagościły do genewskich pokazów. Są one uważane za miejsce konkurencji światowych producentów samochodów, czemu dodatkowo sprzyja fakt, iż gospodarz, Szwajcaria, nie posiada znaczącego przemysłu samochodowego.
Ostatnia planowana impreza odbyła się bez zakłóceń w marcu 2019 roku. W roku 2020 z powodu rozprzestrzeniania się koronawirusa targi zostały odwołane. Było to spowodowane także zakazem organizacji imprez masowych z udziałem ponad 1000 osób w Szwajcarii. Z podobnych przyczyn odwołane zostały edycje także w 2021 i 2022 roku, a w sierpniu 2022 poinformowano, że także edycja zaplanowana na 2023 rok nie będzie miała miejsca w tradycyjnej formie. Zamiennikiem została w tym roku sygnowana jego nazwą niszowa impreza zorganizowana w listopadzie 2023 w Katarze, stołecznym mieście Doha. W 2024 roku po 5-letniej przerwie Geneva Motor Show powróciło do Szwajcarii, odbywając się na przełomie lutego i marca z rekordowo niską liczbą wystawców – jedynie 8 firm samochodowych. W czerwcu tego samego roku, po porażce reaktywowanej edycji, organizatorzy wystawy ogłosili definitywny koniec wydarzenia i zarzucenie planów organizcji dalszych edycji.

## Prezentowane obszary
- Samochody osobowe 3-, 4- lub więcej kołowe,
- Samochody elektryczne i napędzane alternatywnymi źródłami energii,
- Specjalne nadwozia do samochodów osobowych, projektowanie samochodów, maszyn,
- Samochody przerobione,
- Akcesoria i części do pojazdów silnikowych,
- OEM: producenci sprzętu,
- Instalacje warsztatów dla naprawy i konserwacji samochodów,
- Różne produkty i usługi związane z przemysłem samochodowym,
- Animacje/inne atrakcje.